# Getijhaven
Een getijhaven of getijdenhaven is een haven waar de invloed van het getij goed merkbaar is. Het niveau van aangemeerde boten ten opzichte van een kade of steiger is afhankelijk van het getij, zodat de lengte van lijnen waarmee het schip is aangelegd hierop moet voorzien zijn. Sommige getijhavens komen bij laag water droog te staan, zodat enkel bij hoog water schepen kunnen in- of uitvaren.

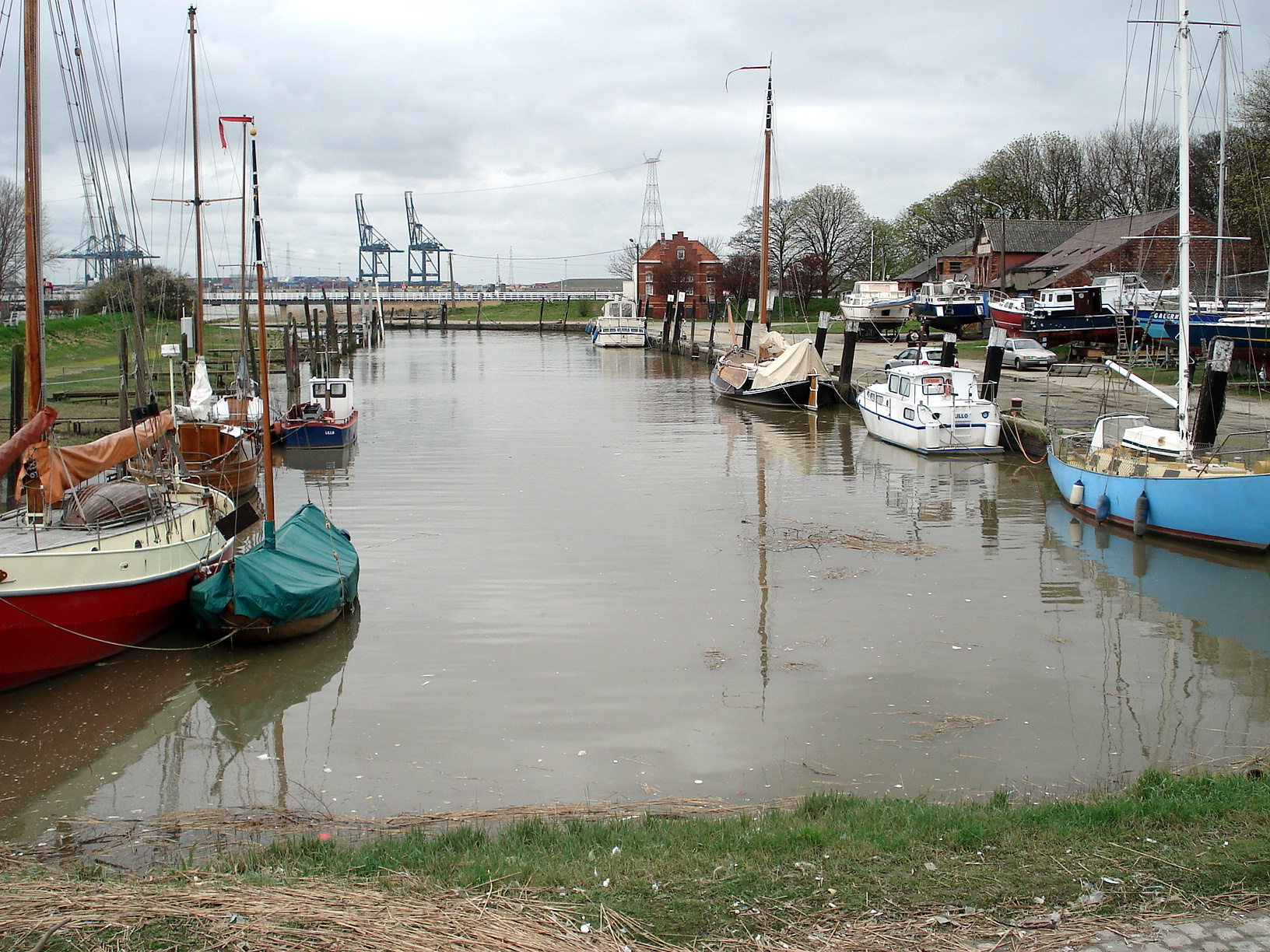
Haventje van Lillo, hoogtij
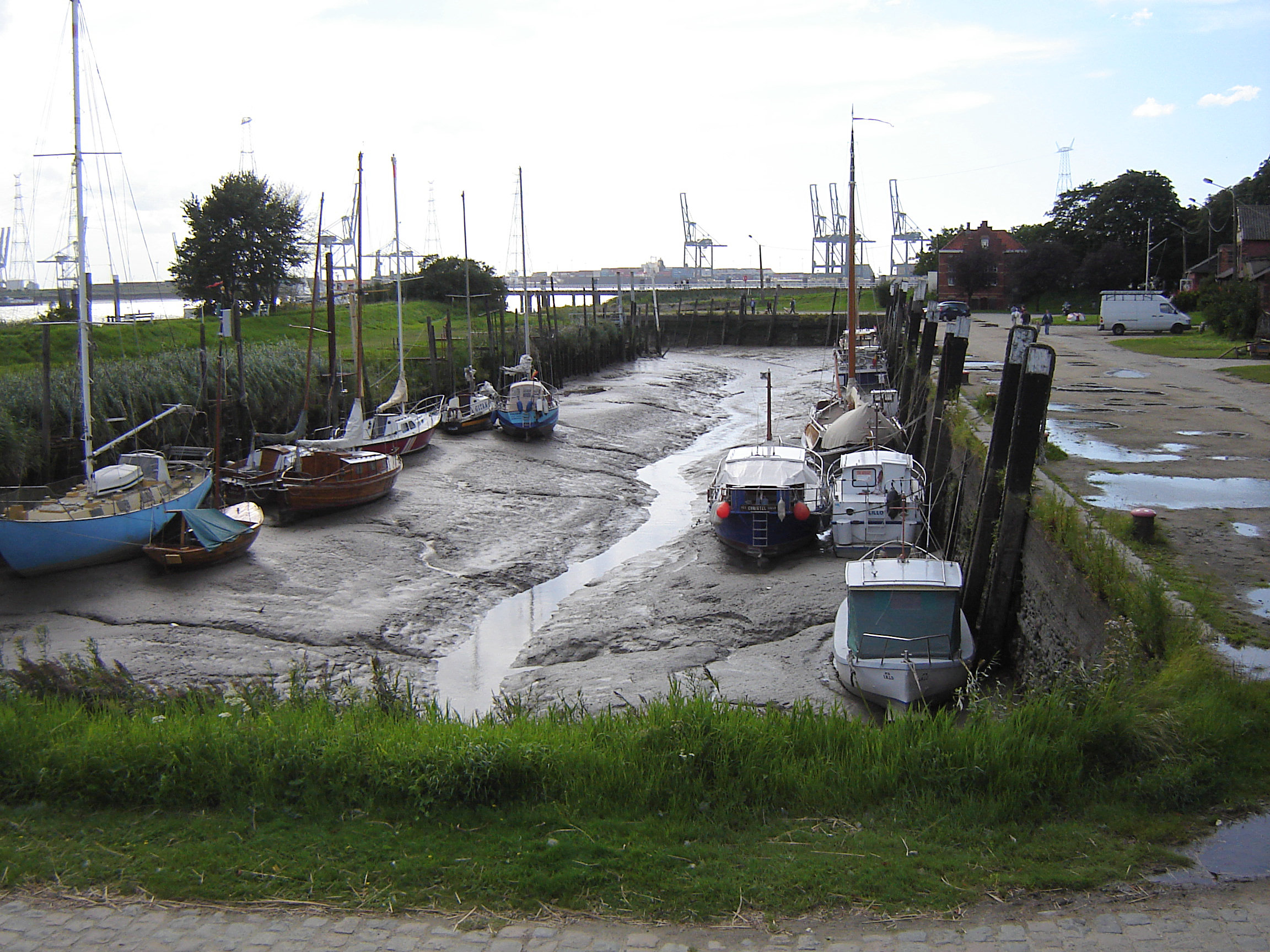
Haventje van Lillo, laagtij